# John W. Sullivan
John W. Sullivan war ein irisch-kanadischer Mathematiker, Astronom und Naturforscher, der im 19. Jahrhundert an der Palliser-Expedition teilnahm.

## Biographie
Sullivan lehrte am Royal Naval College in Greenwich, England. Auf Empfehlung seines Fakultätskollegen Edward Purcell wurde er Astronom und Sekretär der Palliser-Expedition, die von 1857 bis 1860 das heutige Westkanada erforschte und vermaß.
Im Rahmen seiner Erkundungen beschrieb Sullivan das Volk der Stoney und war der erste, der die Sarcee-Sprache aufzeichnete.

## Vermächtnis
Der Mount Sullivan, ein Gipfel in der Nähe von Dease Lake (British Columbia), ist nach Sullivan benannt.